# Шурухін Павло Іванович
Шуру́хін Павло́ Іва́нович (нар. 18 листопада 1912 — пом. 3 листопада 1956) — радянський військовик, генерал-майор. Двічі Герой Радянського Союзу.

## Біографія
Народився 18 листопада 1912 року в селі Сольоний Єрік (тепер Биковський район Волгоградської області) в селянській родині. Росіянин.
До лав РСЧА призваний Великонаримським РВК Східноказахстанської області у 1931 році.
У 1934 році закінчив Орджонікідзевську військову школу. Займав почергово посади командира взводу, помічника командира роти, начальника полкової школи.
Як командир лижного батальйону брав участь у Радянсько-фінській війні 1939–1940 років.
Початок Німецько-радянської війни зустрів на посаді командира навчального батальйону 6-го мотострілецького полку 1-ї Московської Пролетарської мотострілецької дивізії 7-го механізованого корпусу Московського ВО.
З 29 червня 1941 року брав участь в боях на Західному фронті. В кінці липня 1941 року батальйон капітана П, І. Шурухіна потрапив у оточення. Після невдалих спроб вийти з нього, вирішив діяти в тилу ворога.
Створив і очолив партизанський загін на території Гомельської області Білорусі.
Двічі (1 серпня та 6 жовтня 1941 року) був поранений. З лютого 1942 року загін перейшов у підпорядкування НКВС СРСР.
У квітні-червні 1942 року — заступник командира 20-го мотострілецького полку внутрішніх військ НКВС СРСР.
У 1942–1943 роках був командиром партизанського загону на території Орловської області РРФСР.
У квітні-серпні 1943 року — начальник оперативної групи Брянського обласного штабу партизанського руху. Після звільнення Орловської та Брянської областей, в серпні 1943 року, знову призваний до РСЧА.
З серпня 1943 року — командир 132-го гвардійського стрілецького полку (42-га гвардійська стрілецька дивізія). Брав участь у боях на Західному, Воронезькому і 1-му Українському фронтах. У ході бойових дій військові підрозділи під командуванням П. І. Шурухіна звільнили понад 50 великих населених пунктів і нанесли ворогу значних втрат у живій силі і техніці.
З кінця 1944 року — заступник командира 42-ї гвардійської стрілецької дивізії. Внаслідок підриву автомашини на фугасі, був важко поранений, проте повернувся у стрій.
У повоєнні роки закінчив курси командирів стрілецьких дивізій. Командував полком, дивізією.
Депутат Верховної Ради СРСР 2-го скликання (1946–1950).
3 листопада 1956 року, після важкої тривалої хвороби, П. І. Шурухін помер. Похований на Новодівочому цвинтарі в Москві.

## Нагороди
Указом Президії Верховної Ради СРСР від 23 жовтня 1943 року за успішне форсування річки Дніпро, гвардії майору Шурухіну Павлу Івановичу присвоєно звання Героя Радянського Союзу з врученням ордена Леніна і медалі «Золота Зірка» (№ 1963).
Указом Президії Верховної Ради СРСР від 24 березня 1945 року за героїзм, виявлений в боях при прориві оборони супротивника в Карпатах, підполковник Шурухін Павло Іванович нагороджений другою медаллю «Золота Зірка» (№ 4258).
Нагороджений двома орденами Леніна, двома орденами Червоного Прапора, двома орденами Червоної Зірки й медалями.

## Пам'ять
На батьківщині Героя встановлено бронзове погруддя. Його ім'ям названо одну з вулиць міста Волгоград.